# Christian Laettner

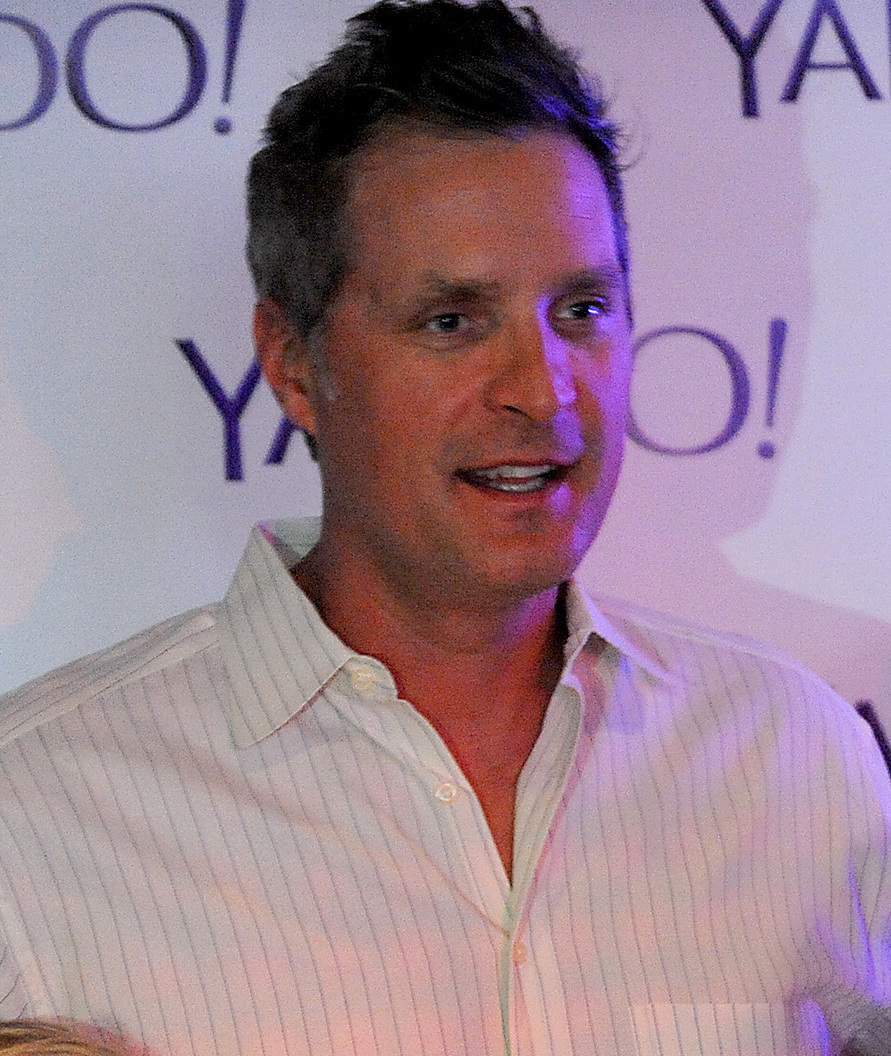
Christian Laettner 2014.

Christian Donald Laettner (IPA: /ˈleɪtnər/), född 17 augusti 1969 i Angola i delstaten New York, är en amerikansk före detta basketspelare. Han spelade bland annat för Minnesota Timberwolves, Washington Wizards och Miami Heat.

## Landslagskarriär
Christian Laettner tog OS-guld i basket 1992 i Barcelona. Detta var USA:s tionde herrguld i basket vid olympiska sommarspelen.

## NBA-lag
- Minnesota Timberwolves (1992–1996)
- Atlanta Hawks (1996–1999)
- Detroit Pistons (1999–2000)
- Dallas Mavericks (2000–2001)
- Washington Wizards (2001–2004)
- Miami Heat (2004–2005)